# Istocheta nyalamensis
Istocheta nyalamensis là một loài ruồi trong họ Tachinidae.